# Il ballo della morte (film 1912)
Il ballo della morte è un cortometraggio muto italiano del 1912 diretto da Roberto Danesi.